# Tarma, Tibet
Tarma (kinesiska: Ta’erma, 塔尔玛, Lere, 勒惹, 塔尔玛乡) är en sockenhuvudort i Kina. Den ligger i den autonoma regionen Tibet, i den sydvästra delen av landet, omkring 230 kilometer nordväst om regionhuvudstaden Lhasa. Antalet invånare är 3 405. Befolkningen består av 1 678 kvinnor och 1 727 män. Barn under 15 år utgör 31 %, vuxna 15-64 år 62 %, och äldre över 65 år 5,0 %.
Trakten runt Tarma är nära nog obefolkad, med mindre än två invånare per kvadratkilometer. Det finns inga andra samhällen i närheten. Trakten runt Tarma består i huvudsak av gräsmarker.
Genomsnittlig årsnederbörd är 586 millimeter. Den regnigaste månaden är juli, med i genomsnitt 199 mm nederbörd, och den torraste är november, med 7 mm nederbörd.